# Шельпаховка
Шельпахо́вка (укр. Шельпахівка) — село в Уманском районе Черкасской области Украины.
Почтовый индекс — 20044. Телефонный код — 4745.
В 1958 году в состав села Шельпаховка вошло село Ухожая.

## Население
Население по переписи 2001 года составляло 842 человека. 
Население по данным на 01.01.2025 года составляло 581 человек.

### Языковой состав
Родной язык населения по данным переписи 2001 года:
| Язык       | Численность, чел. | Доля     |
| ---------- | ----------------- | -------- |
| Украинский | 827               | 98,22 %  |
| Другое     | 15                | 1,78 %   |
| Итого      | 842               | 100,00 % |

## Местный совет
20044, Черкасская обл., Христиновский р-н, с. Шельпаховка

## Известные уроженцы
- Тищенко, Александр Трофимович — лётчик-ас, полковник, Герой Советского Союза.
- Гриб, Андрей Андреевич — Герой Советского Союза.
- Скалий, Иван Саввович — полный кавалер ордена Славы[3].